# Biretta Peak
Der Biretta Peak ist ein kleiner und 2530 m hoher Berggipfel im ostantarktischen Viktorialand. Er ragt an der Ostseite der Pain Mesa in der Mesa Range auf.
Teilnehmer der von 1962 bis 1963 dauernden Kampagne im Rahmen der New Zealand Geological Survey Antarctic Expedition benannten ihn nach seiner Ähnlichkeit mit einem Birett, einer Kopfbedeckung christlicher Geistlicher.